# Principi de proporcionalitat
El principi de proporcionalitat respon a la idea d'evitar una utilització desmesurada de les sancions que comporten una privació o una restricció de la llibertat, per això es limita el seu ús a l'imprescindible que no és altra cosa que establir-les i imposar-les exclusivament per protegir béns jurídics valuosos.